# (2126) Gerasimovich
(2126) Gerasimovich (1970 QZ) – planetoida z pasa głównego asteroid okrążająca Słońce w ciągu 3,7 lat w średniej odległości 2,39 au. Odkryta 30 sierpnia 1970 roku.